# Aeoline
Az Aeoline egy orgonaregiszter. Tipikus romantika korabeli regiszter. Csak egy sorral készül, amely 8’, ritkábban 4’ vagy 16' magas. Ajaksípként az orgona legszűkebb vonósregisztere, de a 19. században szabad nyelvsípként is építették. Nagyon halk, lágy hangja van.
Mellette mindig megjelenik egy másik tipikus regiszter, a Vox coelestis.